# Das Lumpenpack
I Das Lumpenpack sono un gruppo pop-rock tedesco, noto per i testi umoristici dei loro brani.  Nelle loro canzoni comiche affrontano la disillusione di essere quasi ventenni, dopo la fase delle grandi feste della vita. Fondato come duo nel 2002, dal 2020 si esibisce con una formazione di cinque membri.

## Storia

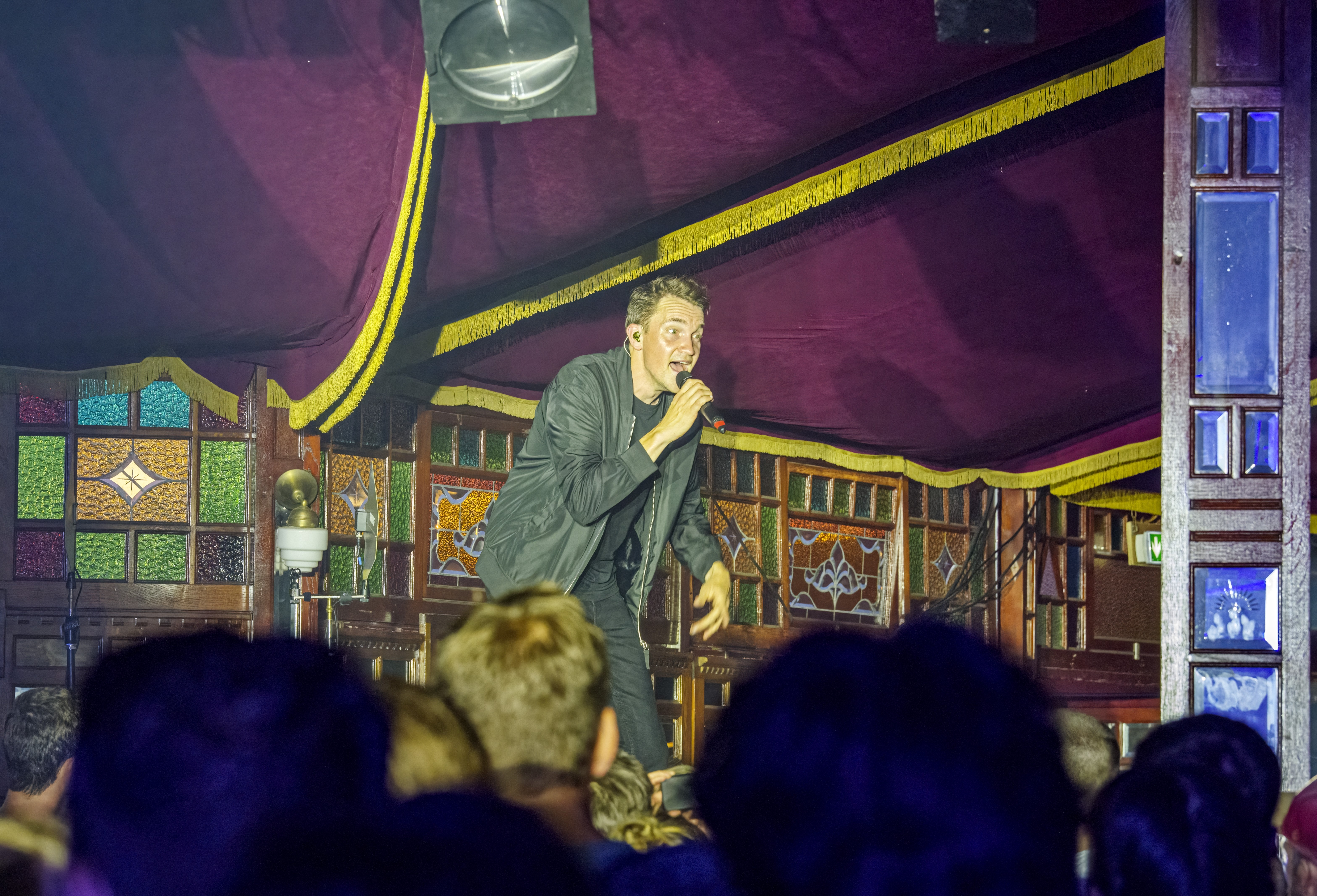
La band al Tent Music Festival 2022 a Friburgo in Brisgovia

I fondatori della band Maximilian Kennel e Jonas Frömming iniziarono la loro carriera come duo nei circoli di poetry slam. L'album di debutto, Steil-geh-LP, è stato pubblicato nel dicembre 2013. Da allora hanno fatto numerose apparizioni in festival di commedie, programmi televisivi e radiofonici e come parte del tour di supporto all'album.
Il loro secondo album, pubblicato nel 2015, si intitola Steil II. Nel marzo 2017 sono diventati la band regolare dello show televisivo Nightwash.
Il 16 marzo 2020 hanno tenuto un "concerto di quarantena": a causa della cancellazione dei concerti a causa della pandemia della corona, è stato trasmesso in diretta su YouTube un concerto dal Gloria-Theater di Colonia. Per realizzare il concerto,  hanno avviato un crowdfunding per raccogliere donazioni per coprire le spese necessarie, stimate in circa 10000 €. Al 17 marzo 2020 il saldo era di 135000 €; il denaro aggiuntivo è stato destinato al sostegno degli operatori culturali. Nell'ambito di questo concerto di quarantena, Kennel e Frömming hanno anche presentato la loro nuova band. Un mese prima avevano annunciato sui social media che avrebbero concluso il progetto in duo e che da quel momento in poi avrebbero voluto diventare una vera band. Da allora sono stati coinvolti Alexandra Eckert (batteria), Jason Bartsch (chitarra, tastiere) e Lola Schrode (basso).

## Discografia

### Album in studio
- 2013 – Steil-geh-LP (Roof Records)
- 2015 – Steil II (Roof Records)
- 2017 – Die Zukunft wird groß (Roof Records)
- 2019 – Eine herbe Enttäuschung (Roof Records)
- 2021 – emotions (Zebralution)
- 2023 – WACH (Roof Records)

### Album dal vivo
- 2020 – Halbzeit

### Singoli
- 2017 – Rockpopcoverband
- 2017 – Hochzeit
- 2018 – Angelsimulator 2K10
- 2018 – Pferde stehlen
- 2019 – Hauch mich mal an
- 2019 – Ford Fiesta
- 2019 – Kurze Hosen
- 2019 – Mein Hass
- 2020 – Der pure Party-Hitmix
- 2020 – Pädagogen
- 2020 – WZF?!
- 2020 – Ein Schlaflied für Aufgewachte
- 2021 – HausKindBaum
- 2021 – Die Liebe in Zeiten von Amazon Prime
- 2022 – Gisela
- 2022 – Danke, liebe Leber
- 2022 – Kann es sein, dass du dumm bist?
- 2023 – Ich kann das alles nicht mehr